# 首都機能移転
首都機能移転（しゅときのういてん）とは、政府の立法機関・行政機関・司法機関（および庁舎）を他の都市に移転すること。全面的な首都の移転（遷都）とは異なり、首都機能の一部を移転する場合（日本での国会等の移転の議論など）も含む。

## ドイツ連邦共和国
ドイツでは1990年に東西ドイツの統一を果たしたが、旧ドイツ連邦共和国（西ドイツ）側では、首都であったボンからベルリンへの首都機能移転によって、「自由と統一の象徴」を実現させる動きが本格化した。1991年の連邦議会決議に基づき、1999年9月に連邦議会・連邦参議院・大統領府のほか10の連邦省庁がベルリンへ移転した。ベルリンの壁によって東西に分断されていたベルリンであるが、東ベルリンは旧ドイツ民主共和国（東ドイツ）の首都であった。

## オーストラリア
オーストラリアはイギリスからの独立によって1901年に連邦国家が樹立された。その際に国家の一体性強化のための象徴的事業として新首都が建設されることとなった。
その首都についてオーストラリア連邦憲法（1900年制定）では「新首都を面積260 km2以上で、ニュー・サウス・ウェールズ州内のシドニーより160 km以上離れたところに立地し、国会を暫定的にメルボルンに置く」とされていた。しかし具体的な首都候補地には州都メルボルンを首都とすることを主張するビクトリア州と州都シドニーを首都とすることを主張するニュー・サウス・ウェールズ州とが対立し、論争の結果、シドニーとメルボルンの中間に首都を建設することとなり、40の候補地について水の安定供給・気象条件・地理的条件などについて検討された。結果、1908年に首都をキャンベラとすることに決まった。1912年には都市計画のデザインコンペが行われ、137件の応募があり、アメリカ人建築家ウォルター・バーリー・グリフィンのデザインが採用された。首都建設まではメルボルンが暫定首都であったが、1927年に連邦議会が移転したことで正式にキャンベラが首都となった。

## ブラジル
ブラジルは、古くから栄えてきた大西洋沿岸部と、手つかずの内陸部の経済的不平等やその他の格差を解消するため、「50年の進歩を5年で」というスローガンを掲げて大統領選に当選したジュセリーノ・クビチェックが、1960年に首都をリオ・デ・ジャネイロから現在のブラジリアに移転し、後に憲法でも定められた。
都市設計はルシオ・コスタ、公共建築物の設計はオスカー・ニーマイヤーが担当、その整然とした景観で1987年に世界遺産に登録されている。しかし、長年にわたる経済活動の蓄積によって成立した沿岸部の都市と比較すると、これらの大都市からの距離が遠いこと、水運に適した川がないこと、2001年にメトロが開業するまで鉄道が無く、公共交通機関がバス（とタクシー）のみであったことなど、不便な面も多い。また、ブラジリア周辺の衛星都市が無秩序に拡大を続け、新たなスラムが生まれるなどの問題も抱えている。

## カザフスタン
1997年、首都を南部のアルマトイから北部のアクモラに遷都、翌1998年にはアスタナと改称された。遷都の主な理由としてはアルマトイが北部や西部から離れすぎていること、大地震の懸念、開発可能な土地が少ないことが挙げられている。

## マレーシア
1999年、首都機能の一部をクアラルンプール近郊のプトラジャヤに移転。

## ミャンマー
2006年、首都をヤンゴンからネピドーに移転。

## エジプト
シーシー大統領政権下で、カイロ東郊に新首都である新行政首都を建設する首都機能移転計画が進んでいる。

## インドネシア
1950年のインドネシア共和国成立以降、現在のジャカルタからカリマンタン島に首都機能を移転する計画が度々挙がっており、2019年にはジョコ・ウィドド大統領によってバリクパパン近郊に移転する方針を発表した。
2022年、スハルソ・モノアルファ国家開発計画大臣は、特別委員会で新首都の名称を「ヌサンタラ」とすることを発表した。

## モンゴル
ウランバートルから、モンゴル帝国時代の首都であるカラコルムへの首都機能を移転する計画が挙がっていた。ウフナーギーン・フレルスフ大統領によって政令第230号として「カラコルム市の再興」が2022年12月20日に発令された。都市計画には国際入札が行われ、国民投票も実施された。2024年8月2日に公表された最終計画では、5チームが採択され、中国・インドネシア・日本・韓国・フランスのチームが選ばれた。

## 日本の首都機能移転論
日本では「東京23区以外の場所」に政府機関の一部を移転することを指し、国会等の移転ともいわれる。

### 経緯
古くは1923年（大正12年）9月1日の関東大震災によって東京市（当時）が甚大な被害を受けた後に、大阪遷都が報じられた背景もあり、9月12日に大正天皇が詔書の中で「一朝󠄁不慮ノ災害ニ罹リテ今ヤ其ノ舊形ヲ留メスト雖依然トシテ我國都タルノ地位ヲ失ハス」と明確に遷都（または奠都）を否定したことがある。
第二次世界大戦後の日本における首都機能移転は、東京都区部に立地する政府機能（立法機能・行政機能・司法機能）を、東京から60 km圏外に移転する事業をいう。1960年（昭和35年）に磯村英一らが富士山への新都建設構想を提案し、その後に建設大臣だった河野一郎が浜名湖畔（三遠南信の一角）への首都機能移転を検討していたが、河野の急死とともに首都機能移転は雲散霧消した。
その後、バブル景気時に東京の地価が暴騰したことなどもあり、首都機能移転論が再浮上した。村田敬次郎、堺屋太一、八幡和郎など政官民の幅広い論客から、地方自治体の首長や議会に至るまで、首都機能移転を推進する動きが起こり、1990年（平成2年）には衆参両院にて「国会等の移転に関する決議」を議決し、「首都機能移転を検討する」という基本方針を確認した。
法的には1992年（平成4年）に「国会等の移転に関する法律」が成立し、この法律に基づき候補地の選定などの準備作業に入ることになる。1995年（平成7年）の兵庫県南部地震（阪神・淡路大震災）や地下鉄サリン事件もテロや災害による都市機能の麻痺の危険性を強く認識させ、首都機能の分散・移転論が盛り上がる一助となった。
1999年（平成11年）12月には国会等移転審議会が候補地などとして3地域を選定した。
移転先候補地
- 北東地域の「栃木・福島地域」
- 東海地域の「岐阜・愛知地域」

移転先候補地となる可能性がある地域
- 「三重・畿央地域」

1. 現首都東京との距離がそれほど遠くない地域
2. 陸・海・空での国際的な将来性をもつ地域
3. 自然災害（地震・火山・津波など）の少ない地域
4. 広大な平地を持つ地域
5. 新しい情報ネットワークへの対応容易性
6. 各地からの交通便利性

移転先候補地となっていた地域
- 宮城地域
- 茨城地域

3候補地による誘致合戦は当初熱を帯び、東北熊襲発言のような騒動も招くほどだったが、一方でこれに前後して中央における移転論は沈静化していく。土地バブルが崩壊すると、地価下落による悪影響の方が深刻化し、移転がそれに拍車をかけることが懸念されるようになっていった。移転対象であるはずの首相官邸、総務省、外務省などの庁舎も次々に建て替えられた。1999年東京都知事選挙において、かつては移転論に賛成していた石原慎太郎が「絶対反対」を公約に当選したことも、移転論に冷や水を浴びせる格好になった。
2001年（平成13年）には小泉純一郎が首相に就任。かつて1995年（平成7年）の自民党総裁選で「東京と大阪を結ぶ線上には移転しない方がいいだろう」と回答しており、移転論そのものには反対ではなかったが、在任中に首都機能移転凍結に方針を変えた。これに対し、2002年（平成14年）当時、国会等の移転に関する特別委員会委員長だった石原健太郎が凍結裁決をせず辞任を表明した。その後、2003年（平成15年）には、衆参両院の「国会等の移転に関する特別委員会」にて、「移転は必要だが、3候補地の中でどの候補地が最適なのか、絞り込めない」形で中間報告を採択した。これは事実上の凍結宣言であり、その後、国政での話し合いは行われなくなった。移転凍結以後は、国会議員も首都機能移転についての言及を避け、それぞれの移転候補地の地元国会議員たちで結成されていた首都機能を誘致する会の議員連盟は、全て解散した。2006年（平成18年）には首都機能移転担当大臣のポストが道州制担当大臣に変更された。これは、首都機能移転から道州制への政策転換を意味する。首都機能移転の利点が薄弱となり、財政問題が顕在化した現状では、実現不可能であるとの考えが大勢を占めた。また、各移転候補地では「このまま予算を使っていては、県民に説明できない」として、首都機能移転担当課の廃止・誘致活動の停止が相次いだ。小泉政権においては目玉政策として「都市再生」が遂行されたが、容積率の緩和など規制改革によって民間投資を呼び込む手法は、むしろ東京一極集中を加速させることになった。
2011年（平成23年）3月11日に東北地方太平洋沖地震（東日本大震災）が発生すると、東京都内でも「帰宅困難者」の発生や計画停電の影響から交通を初めとした首都機能が麻痺し、その影響で被災地支援に影響をきたすといった事態が発生した。そのため東京一極集中の弊害が再認識され、首都機能移転構想や遷都論が一部で見直された。かねてから大阪都構想を提唱していた、橋下徹大阪府知事（当時）など関西の知事らが首都機能の関西移転について活発に発言。同年7月1日には副首都建設を目指す超党派の「危機管理都市推進議員連盟」会長の石井一も同席して、石原慎太郎と橋下徹が会談し、東京を「首都」、大阪を「副首都」とする方針で合意したとも伝えられた。橋下は「副首都」について、「東京から行政機関を移転するということではなく、副首都を担える行政機構、都市機能を整備していくということだ」と説明。また、宮城など被災地自治体からも復興の一環として首都機能の東北移転などが提案されており、国会でもこうした議論を受ける形で再燃の気運が一時盛り上がった。
しかし、2011年（平成23年）7月の国土交通省の組織改変で、国土政策局の担当部署「首都機能移転企画課」が設置から18年が経過しながら議論の進捗が見られないとして廃止となり、首都機能移転に関する業務は新設された国土政策局の総合計画課に移管され継続されているものの、専従の担当者は居なくなった。
その後2020年東京オリンピック開催決定などを経て首都機能移転も道州制も再度下火となるが、地方自治体では経済低迷や人口減少、東京一極集中への不満が根強く、中央省庁の一部移転が模索された。文化庁は京都市への全面的移転を決めて、準備を担当する地域文化創生本部を2017年（平成29年）4月に設置。消費者庁は徳島県の誘致を受けて一部業務を移転した。2019年（令和元年）・2020年（令和2年）の調査で、省庁のリモート会議の利用環境が不十分なことが判明しており、現状では東京の関係者と地方の接触が困難であるため、2023年の文化庁の移転にあたっては東京に総合調整機能を持つ拠点が設けられる。
京都府・市は、文化などで首都に準ずる役割を担い、一部皇族を京都に居住してもらうことで首都機能を東京と分担する「双京構想」を提案している。

### 論点

#### 賛成論
- 東京一極集中の抑制
「経済的中心地」と「政治的中心地」を切り離すことによって、分散型の国土を形成し、地方の活性化と、過密状態の首都圏の減量を図れるという考え方。
- 政治・経済の改革
企業の集積している東京から国会と官庁群を移転することにより、企業と政府の間に距離が生まれて、政経癒着を解消できるとする。
- 災害対応力の強化
南関東直下地震発生時や、東京への有事に、過密状態の東京が首都であれば、政治・経済が長期間にわたって大ダメージを受けると恐れられているため。数ヶ所に分散・移転させた他地域でも危急時の災害対策が必要なことに変わりないとしても、同時に両方で大規模な地震などが起きる可能性は確率的にかなり低く、損害が皆無または軽微に留まった方が災害復興活動を主導できるメリットがある。

#### 反対論
- 費用
移転費用は12兆円とされ、現状の厳しい財政状況では困難である。そのような費用があるなら、直接地方振興や都市環境の整備に使えばよく、また費用以上のメリットはないとする。なお、この移転費用については推進派からは「勝手に数字が一人歩きした」[32]という反論もあり、既設のインフラストラクチャーを活用することで費用を削減できると主張している。
- 効果への疑問
地方分権や規制緩和、ひいては経済的な東京一極集中は経済性の問題であり、首都の位置とは無関係とする。日本経済新聞が「東京に本社を置く企業」にアンケートを取った所、本社を置く動機として首都機能を挙げた企業は少数に留まった。また、移転後の新首都へ拠点を置く場合でも、多くの企業が50人以下の小規模なものに止めるという回答が多数派を占め、首都機能移転によって企業が首都圏から分散できるという主張への反証となっている。仮に首都機能移転を実施し、数十万人が「新首都」に移ったとしても、それは首都圏（1都3県）の人口約4,000万人のうちのわずか1 %程度に過ぎず、首都機能を移転するだけでは東京一極集中の是正という目的は達成されない。
- 自然災害などリスク分散への疑問
自然災害に対するリスクの存在は移転先でも変わりはなく、どこに移しても災害への対策が必要とされるとする。例えば、大規模地震は全国至る所を震源地として起こっており、3つの移転候補地のうち、畿央は琵琶湖西岸断層帯や東南海地震・南海地震、中央高地の東濃は東海地震や東南海地震、福島県中通りは那須火山帯の危険地域である。
- 移転先の環境問題
国会で議論されていた首都機能移転では人口30万人規模の大規模な造成事業を伴うが、これだけ大規模になると環境への影響も大きく、現実に移転先に受け入れられるのかという問題をはらんでいる。候補地の一つ愛知県瀬戸市では愛・地球博の開催が予定されていたが、自然保護を理由とする反対運動で頓挫し、規模を大幅縮小の上、隣接する長久手町（現・長久手市）の青少年公園を主会場とすることに変更された。愛・地球博の構想に携わっていた者が、移転推進派の代表的論客だった堺屋太一であり、堺屋は規模縮小に反対して万博から手を引いた。
- 東京都の意向
元東京都知事石原慎太郎は、国会議員時代には賛成の立場だったが、都知事としては反対を鮮明にしていた。しかし、東日本大震災後には首都機能分散に賛意を示している[33]。現都知事の小池百合子は反対を表明している[34]。

## 文献情報
- 土岐寛「首都機能移転問題の軌跡と展望」『大東法学』第24巻第2号、大東文化大学、1995年3月30日、NAID 110004723265。